# Bartholina burmanniana
Bartholina burmanniana är en orkidéart som först beskrevs av Carl von Linné, och fick sitt nu gällande namn av Ker Gawl. Bartholina burmanniana ingår i släktet Bartholina och familjen orkidéer. Inga underarter finns listade i Catalogue of Life.

## Bildgalleri

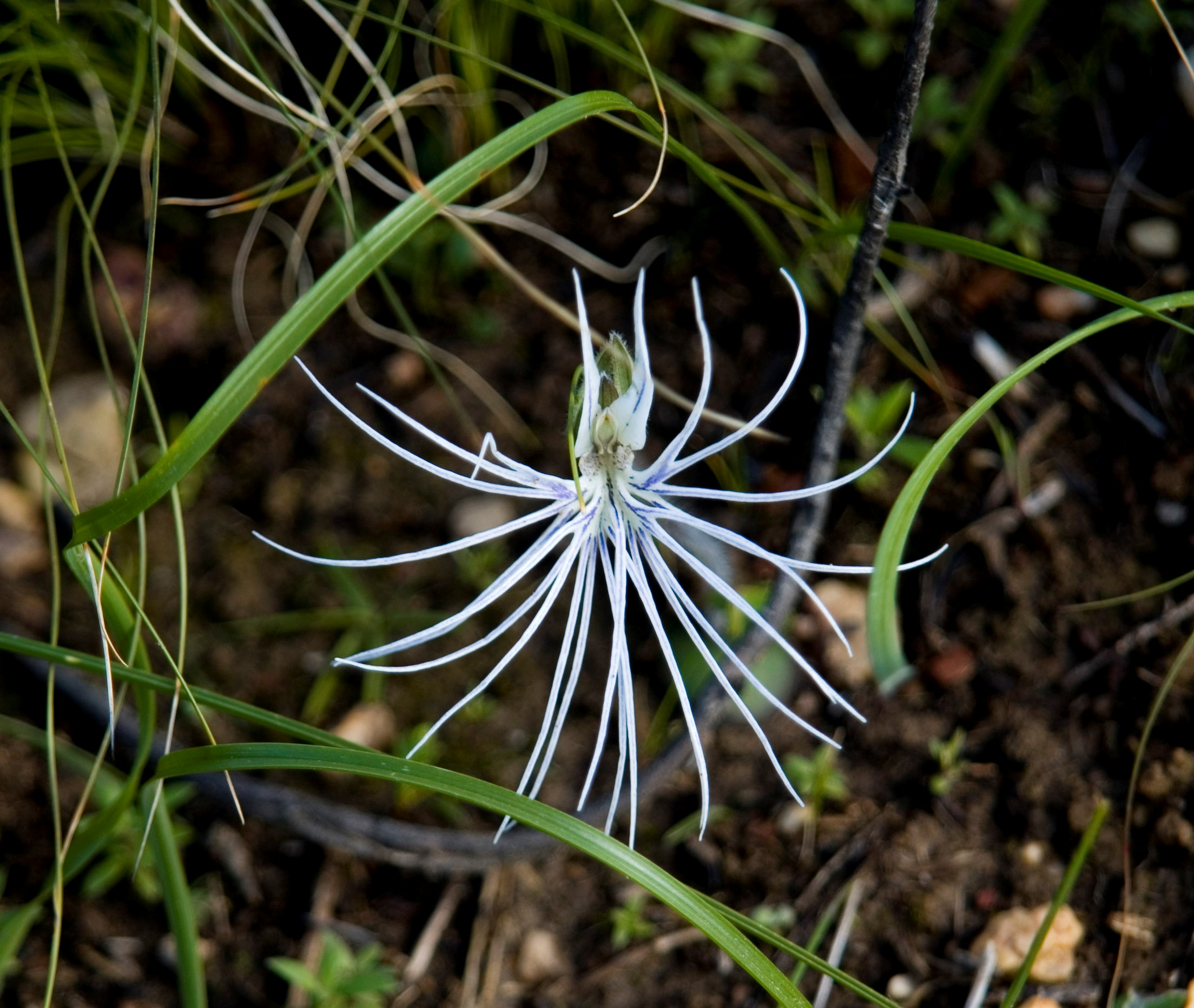
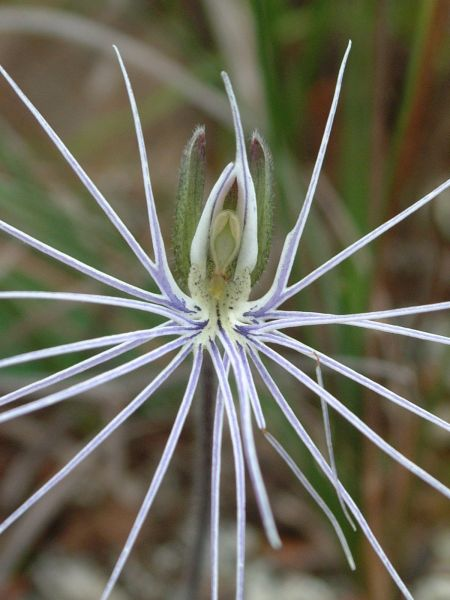
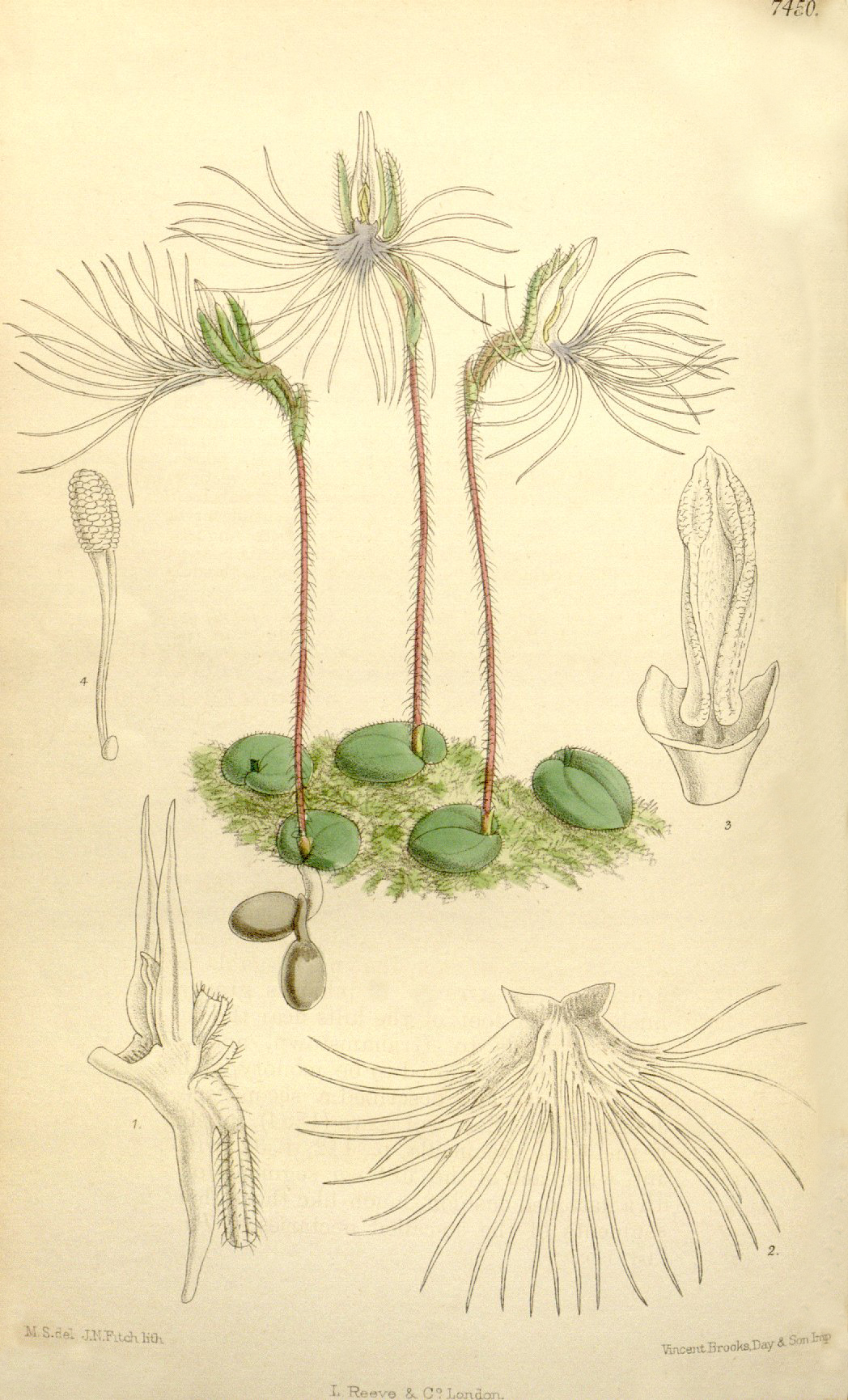